# Enrique Gómez Correa
Pour les articles homonymes, voir Gómez et Correa (homonymie).
Enrique Gómez Correa, né en 15 août 1915 à Talca (Chili) et mort en 27 juillet 1995 à Santiago du Chili (Chili), est un poète, avocat et diplomate chilien.

## Biographie
Enrique Gómez Correa étudie au lycée pour garçons Abate Molina (es) de Talca, sa ville natale, où il rencontre Braulio Arenas et Teófilo Cid, avec lesquels il fonde le 18 juillet 1938, à l'Université du Chili, le groupe surréaliste chilien Mandrágora.   
En plus de poésie, il écrit plusieurs essais, un drame inspiré d'un conte d'Achim von Arnim (Mandrágora rey de gitanos, 1954) et traduit Alcools de Guillaume Apollinaire (Ediciones Mandrake, Santiago, 1955).

## Œuvre
- Las hijas de la memoria, poesía, Ediciones Mandrágora, Santiago de Chile, 1940 ; descargable desde el portal Memoria Chilena
- Cataclismo en los ojos, poesía, Mandrágora, Santiago, 1942; descargable desde el portal Memoria Chilena
- Sociología de la locura, ensayo, Ediciones Aire Libre, Santiago, 1942; descargable desde el portal Memoria Chilena (reedición: Cuarto Propio, Santiago, 2006[1])
- Testimonios de un poeta negro, título del N° 7 y último de la revista Mandrágora, 20.10.1943, el que fue hecho exclusivamente por Gómez Correa
- Mandrágora, siglo XX, poesía; collages de Jorge Cáceres ; Mandrágora, Santiago, 1945; descargable desde el portal Memoria Chilena
- La noche al desnudo, poesía, Mandrágora, Santiago de Chile, 1945
- El espectro de René Magritte, ilustraciones de René Magritte, Santiago de Chile, 1948 ; descargable desde el portal Memoria Chilena
- En pleno día, poesía, ilustraciones de Enrico Donati ; Mandrágora, Santiago, 1949
- Carta - Elegía a Jorge Cáceres, poesía, dibujo de Victor Brauner; Le Grabuge, Santiago de Chile, 1949; descargable desde el portal Memoria Chilena
- Lo desconocido liberado seguido de Las tres y media etapas del vacío, poesía, ilustraciones de Jacques Herold; Mandrágora, Santiago, 1952
- Mandrágora rey de gitanos, drama ; retrato del autor por Rene Magritte, Mandrágora, Santiago, 1954
- La idea de Dios y las vocales, ensayo; Mandrágora, Santiago, 1955
- Reencuentro y perdida de la Mandrágora, poesía, Mandrágora, Santiago, 1955 (reedición facimilar, con prefacio del periodista Marcelo Mendoza; Santiago, Mandrágora, 2012)
- La violencia, prosas, Mandrágora, Santiago, 1955
- El AGC de la Mandrágora; poemas de Braulio Arenas, Gómez Correa y Jorge Cáceres; Mandrágora, Santiago, 1957; descargable desde el portal Memoria Chilena
- El calor animal, poesía, Mandrágora, Santiago, 1973
- Zonas eróticas, poesía, Mandrágora, Santiago, 1973
- Madre tiniebla, poesía, Mandrágora, Santiago, 1973
- Poesía explosiva, antología 1935-1973; prólogo de Ştefan Baciu ; Aire Libre, Santiago, 1973; descargable desde el portal Memoria Chilena
- Homenaje a Mayo, poesía, ilustraciones del pintor Mayo; Ediciones Phases-Oasis, Paris-Toronto, 1980
- Los pordioseros seguido de El peso de los años, El árbol del pensanmiento y La mano enguantada, poesía, dibujo de cubierta de Eugenio E. Granell; Mandrágora, Santiago, 1987
- La pareja real, poesía, Mandrágora, Santiago, 1988
- Frágil, memoria, prosas y versos; Editorial Universitaria, Santiago, 1990
- El nombre de pila o El anillo de Mandrágora, poesía; ilustraciones de Eugenio F. Granell; edición de lujo, numerada, con notas del pintor surrealista inglés Philip West; Libros Pórtico Zaragoza, España 1991
- Los pordioseros, poesía; reedición del libro de 1987, al que se le agrega un quinto poema: El nombre de pila o El anillo de Mandrágora; prólogo de María Teresa Lira Lagarrigue, de la Universidad de Chile ; Editorial Universitaria, Santiago, 1992; descargable desde el portal Memoria Chilena
- Las cosas al parecer perdidas, poesía, Universidad de Valparaíso - Editorial, Valparaíso, 1996
- Lo desconocido liberado. Antología poética, Signos, Huerga y Fierro Editores, Madrid, 2005; fragmentos en Google Books

### Anthologies
- 13 poetas chilenos, 1948